# 製糖
製糖（せいとう）とは砂糖を製造することである。

## 日本の主な製糖メーカー
- 日本甜菜製糖
- ホクレン農業協同組合連合会
- 北海道糖業
- ウェルネオシュガー
  - 第一糖業
- DM三井製糖
- 岡常製糖
- 大東製糖
- 和田製糖
- 富平製糖
- 丸徳製糖
- 東洋精糖
- フジ日本
- 波照間製糖
- 塩水港精糖
- 大東糖業
- 北部製糖
- 石垣島製糖
- 沖縄製糖
- 関門製糖
- 久米島製糖
- 翔南製糖
- 新東日本製糖
- 関西製糖
- 中日本氷糖
- 西表糖業

### かつて存在した製糖メーカー
- 三井製糖（現・DM三井製糖）
- 大日本明治製糖（同上）
- 台糖（同上）
- 日新製糖（現・ウェルネオシュガー）
- 伊藤忠製糖（同上）
- 新光製糖（同上）